# N,N'-Dicikloheksilkarbodiimid
'-Dicikloheksilkarbodiimid (DCC) je organsko jedinjenje sa hemijskom formulom  čija primarna upotreba je vezivanje aminokiselina tokom veštačke sinteze peptida. Pod standardnim uslovima, ovo jedinjenje se javlja kao beli kristali sa teškim, slatkim mirisom. Niska tačka topljenja ovog materijala pojednostavljuje njegovu upotrebu. DCC je veoma rastvoran u dihlorometanu, tetrahidrofuranu, acetonitrilu i dimetilformamidu, a nerastvoran je u vodi.

## Struktura i spektroskopija
osnova karbodiimida (N=C=N) je linearna. Ona je srodna sa strukturom alena. Tri osnovne rezonantne strukture opisuju karbodiimide: 
N=C=N grupa proizvodi karakterističan IR spektralni potpis na 2117 cm−1. 15 NMR spektar pokazuje karakteristično pomeranje na 275.0 ppm iznad azotne kiseline, i 13 NMR spektar sadrži pik na oko 139 ppm ispod TMS.

## Priprema
Pri-Bara et al. koriste paladijum acetat, jod, i kiseonik za sprezanje cikloheksil amina i cikloheksil izocijanida. Prinosi do 67% su postignuti koristeći ovaj pristup:
Tang et al. kondenzuju dva izocijanata koristeći katalizator  sa prinosom od 92%:
DCC se takođe priprema iz dicikloheksilureje koristeći katalizator faznog transfera po Jaszay et al. Disupstituisana urea, arensulfonil hlorid, i kalijum karbonat reaguju u toluenu u prisustvu benzil trietilamonijum hlorida i daju DCC sa prinosom od 50%.

## Spoljašnje veze
- Peptidi -- Sekvenciranje i sinteza Архивирано на веб-сајту  (13. март 2005).